# Spectre M4
Spectre M4 — итальянский пистолет-пулемёт, разработанный в середине 1980-х годов оружейниками Роберто Теппа и Клаудио Гритти, работавшими на фирму Società Italiana Tecnologie Speciali (SITES). 

## История
Чтобы создать оружие для борьбы с террористами, Теппа провел анализ многих терактов 1970-х годов и констатировал следующее: используя фактор внезапности, террористы делают за одну секунду от 10 до 15 выстрелов, более или менее направленных на застигнутых врасплох людей. А сотрудники сил безопасности, чтобы подготовить оружие к бою, должны, по крайней мере, снять своё оружие с предохранителя и взвести затвор, на что требуется несколько секунд. Роберто Теппа специально создал своё оружие для контртеррористических и других специальных подразделений.

## Описание
Стрельба ведётся из закрытого положения затвора, ударно-спусковой механизм двойного действия, оружие может быть взведено и заряжено, но курок разъединён. При нажатии на спусковой крючок курок освобождается перед тем, как освобождается затвор (как в револьверах с УСМ двойного действия). Это значит, что в случае внезапной атаки противника не надо тратить время на досылание патрона в патронник и взвод оружия. При этом оружие с патроном в патроннике  благодаря системе предохранителей надежно защищено от случайного выстрела.
Прицельное устройство состоит из откидного, устанавливаемого на 50 и 100 м прицела, с U-образным целиком и мушки в виде стержня.
Спектр предназначается в основном для проведения полицейских и антитеррористических операций, требующих мгновенной реакции, компактности и маневренности оружия, большой плотности огня на малых дистанциях и высокой безопасности в обращении с оружием.
Спектр построен по схеме со свободным затвором. Стрельба ведется с закрытого затвора, при этом схема автоматики более схожа с пистолетной, чем с типичной для пистолетов-пулеметов: Спектр имеет курковый ударно-спусковой механизм двойного действия без неавтоматического предохранителя, но с рычагом безопасного спуска курка. Таким образом, Спектр может носиться с патроном в патроннике и со спущенным курком, а для открытия огня достаточно лишь нажать на спусковой крючок. Другая особенность Спектра — принудительное воздушное охлаждение ствола: затвор при своем движении прогоняет воздух через кожух ствола, обеспечивая возможность ведения интенсивного автоматического огня. Для этого же предназначены и четырехрядные магазины повышенной емкости. Для удобства скрытого ношения Спектр оборудован складным прикладом, складывающимся поверх ствольной коробки, и рукояткой перезаряжания в виде двух небольших клавиш-захватов по бокам верхней части ствольной коробки. Сама ствольная коробка выполнена зацело с кожухом ствола штамповкой из стали. 
Пистолет-пулемет неплохо сбалансирован, поэтому при стрельбе, особенно очередями, на восстановление прицеливания уходит совсем немного времени, в дополнение к этому Спектр имеет высокую кучность. Существуют также гражданские версии этого оружия, которые не имеют функции автоматического огня.

## Страны-эксплуатанты
- Италия — используется в специальных подразделениях, а также в полиции.
- Франция — используется Национальной полицией.
- Республика Косово — используется армией освобождения Косово и армией национального освобождения[2].
- Швейцария — используется швейцарскими вооруженными силами в специальных подразделениях и танковых экипажах.